# Фрідріх Роберт Гельмерт
Фрідріх Роберт Гельмерт (31 липня 1843 — 15 червня 1917) німецький геодезист та статистик, що зробив важливий внесок у теорію поширення похибок.

## Кар'єра
Гельмерт народився у Фрайберзі, Королівство Саксонія. У 1859, після школи у Фрайберзі та Дрездені, він вступив до політехнічної школи (зараз Технічний Університет) у Дрездені, щоб вивчати інженерні науки. Виявивши його особливе захоплення до геодезії, один з його вчителів, Крістіан Август Наґель, найняв його для роботи над тріангуляцією Рудних гір і розробкою тригонометричної мережі для Саксонії. У 1863 Гельмерт став асистентом Наґеля у Central European Arc Measurement. Після років вивчення математики та астрономії, в 1867 році Гельмерт здобув свій докторський ступінь у Лейпцизькому університеті за дисертацію, засновану на його роботі для Наґеля.
У 1870 Гельмерт став наставником, а у 1872 професором у Рейнсько-Вестфальському технічному університеті Аахена, новому Технічному Університеті в Аахені. В Аахені він написав «Математичні та фізичні теорії вищої геодезії» (Перша частина видана у 1880 році, а  друга частина в 1884). Ця робота поклала основи сучасної геодезії. Частина І присвячене математичним моментам геодезії  та містить вичерпний огляд способів розв'язування геодезичних на еліпсоїді.
Метод найменших квадратів був представлений в геодезії Гауссом, а Гельмерт написав книгу про найменші квадрати (1872, з другим виданням у 1907), що стала стандартним виглядом. В 1876 році він винайшов розподіл хі-квадрат (χ²-розподіл), як розподіл вибіркової розбіжності для нормального розподілу. Цей винахід та інші його роботи були описані в німецьких навчальних посібниках, враховуючи його особисті, але був невідомий в англійському середовищі, і тому згодом розподіл хі-квадрат був знову відкритий уже англійськими статистиками, а саме Карлом Пірсоном(1900) і застосуванням вибіркової розбіжності «Студентом» і Фішером.
З 1887 Гельмерт був професором вищої геодезії в Берлінському університеті і директором Геодезичного інституту. У 1916 році в нього стався інсульт, через що наступного року він помер у Потсдамі.

## Нагороди
Гельмерт отримав багато нагород. Він був президентом всесвітньої геодезичної асоціації «Internationale Erdmessung», учасник Прусської академії наук у Берліні, був обраний членом Шведської королівської академії наук у 1905, та  отримав близько 25 німецьких та іноземних відзнак.
На його честь був названий місячний кратер Гельмерт, затверджений IAU в 1973 році.

## Рекомендована література
- Волтер Фішер «Гельмерт, Фрідріх Роберт» Словник наукової біографії, том 7, ст. 239—241, Нью-Йорк: Scribners 1973.
- О. Б. Шейнін (1995). «Робота Гельмерта з теорії помилок». Архів історії точних наук, 49, 73–104.
- Die Genauigkeit der Formel von Peters zur Berechnung des wahrscheinlichen Fehlers director Beobachtungen gleicher Genauigkeit, Astron. Nach., 88, (1876), 192—218 Уривок із статті перекладено та анотовано Г. А. Девід і А. В. Ф. Едвардс . Анотована література з історії статистики, Нью-Йорк: Springer 2001.
- Іде, Йоганнес; Рейнхольд, Андреас (2017-08-08). «Фрідріх Роберт Гельмерт, засновник сучасної геодезії, з нагоди сторіччя його смерті». Історія гео- та космічних наук. Copernicus GmbH. 8 (2): 79–95. Bibcode: 2017HGSS….8…79I. doi:10.5194/hgss-8-79-2017. ISSN 2190-5029.
- Вітте, Бертольд (2017-10-25). «Фрідріх Роберт Гельмерт в пам'ять про 100-річчя його смерті». GEM — Міжнародний журнал з геоматематики. Springer Science and Business Media LLC. 8 (2): 153—168. doi: 10.1007/s13137-017-0098-3. ISSN 1869-2672. S2CID 126314185.